# Anse des Lézards
Anse des Lézards est un petit quartier de Saint-Barthélemy dans les Caraïbes. Il est situé dans la partie nord-ouest de l’île.

## Histoire
La mention la plus ancienne d’un quartier appelé « Anse des Lézards » se trouve dans l’inventaire des biens de Marie-Rose Pimont, veuve de Jacques « fils » Gréaux, et de Joseph Roustan, rédigé en novembre 1788. Le nom de cette zone jusqu’à cette date est dû au fait qu’il n'y a qu'une habitation n’appartenant qu’à un seul propriétaire. La succession partage l’habitation en plusieurs parts, il n’y a donc plus d’« Habitation des Lézards » mais plusieurs terrains avec des propriétaires différents. D’après ce document, le « Quartier du Roy » est à cette époque composé de deux parties, l'Anse des Lézards » et l'Anse des Cailles. La pointe rocheuse, qui faisait partie de l’ancienne « Habitation » et qui sépare les deux anses, fait partie de l’Anse des Lézards.